# Cornelius Vanderbilt
Cornelius Vanderbilt ( 27 mai 1794- 4 ianuarie1877), cunoscut și sub numele de poreclă Commodore (Comandantul), a fost un industriaș american și filantrop care a făcut avere în transportul maritim și în industria feroviarǎ. El a fost patriarhul familiei Vanderbilt și unul dintre cei mai bogați americani din istorie. O universitate la care a donat 1 milion de dolari a fost denumită cu numele sǎu în onoarea sa.

## Anii timpurii

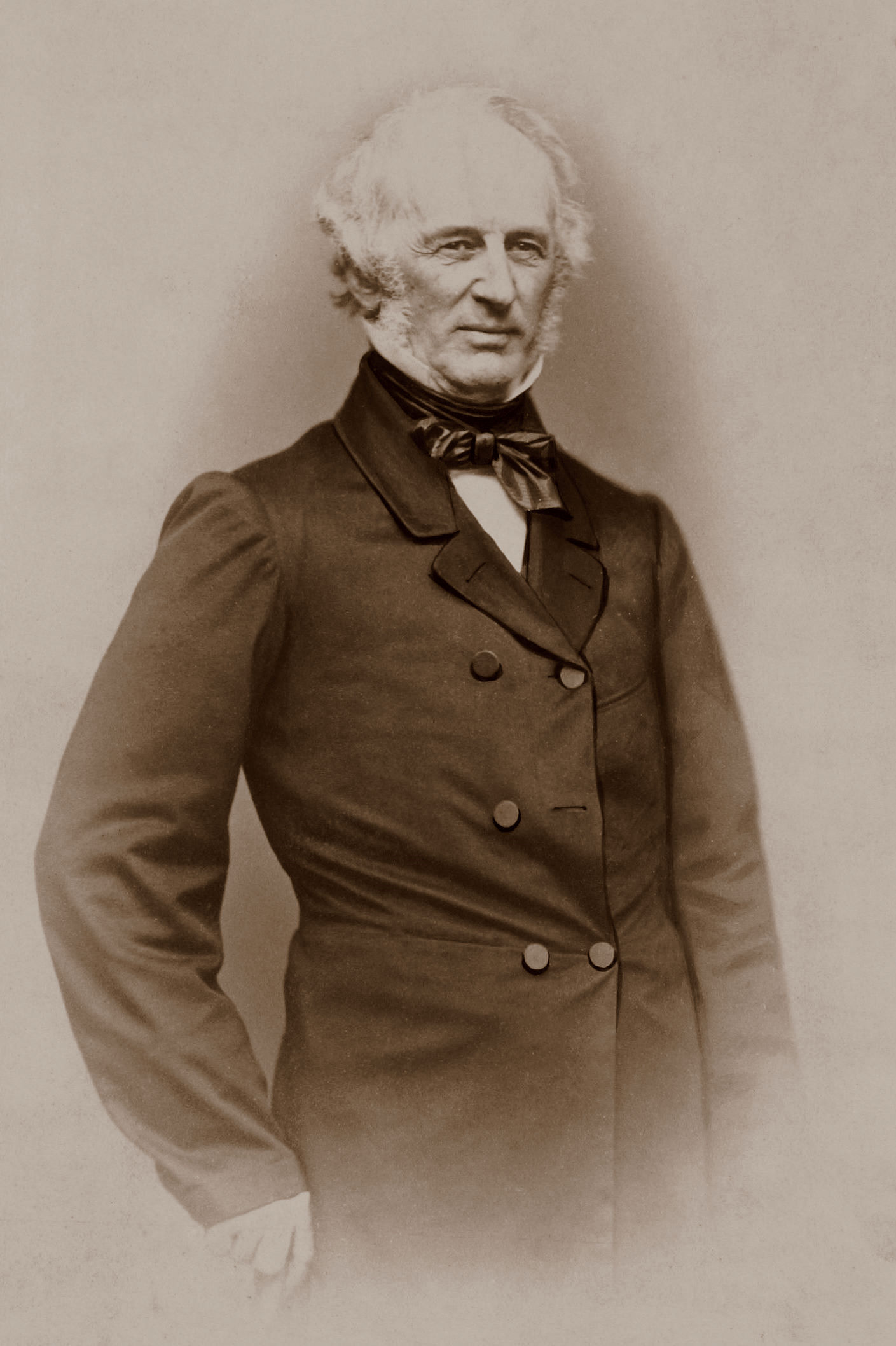
Cornelius Vanderbilt

Cornelius Vanderbilt s-a  născut pe  27 mai 1794, în Staten Island,   New York. Pǎrinții sǎi erau urmașii  unor  coloniștii olandezi. Strǎ-strǎ-bunicul lui Cornelius Vanderbilt, Jan Aertson (sau Aerszoon), a fost fermier olandez în orasul De Bilt in Utrecht, Olanda, care a emigrat la New York ca ucenic slujitor în 1650.
Părinții lui au avut o mică fermă, iar  tatăl său  a lucrat ca   barcagiu.La acea vreme, fermierii de pe Staten Island își transportau produsele lor spre piețele din Manhattan, situate în portul  New York.  Tatăl lui  Vanderbilt a deținut un feribot utilizat  pentru a transfera  marfa la port, iar Cornelius, de mic copil,  a lucrat alături de tatăl său.
Cornelius a învățat să citească și să scrie și se pricepea la   aritmetică, dar educația lui a fost limitatǎ. La  16 ani, și-a cumpǎrat propriul feribot  pentru a putea intra în afaceri. 
Pe 19 decembrie 1813,la  19 ani, Vanderbilt s-a  căsătorit cu  o verișoară îndepărtată,  Sophia Johnson (1795–1868), fiica  mǎtușii sale, Elizabeth Hand Johnson.Și el și soția lui au avut 13 copii:
1. Phebe Jane Vanderbilt (1814—1878)
2. Ethelinda Vanderbilt (1817—1889)
3. Eliza Vanderbilt (1819—1890)
4. William Henry "Billy" Vanderbilt (1821—1885)
5. Emily Almira Vanderbilt (1823—1896)
6. Sophia Johnson Vanderbilt (1825—1912)
7. Maria Louisa Vanderbilt (1827—1896)
8. Frances Lavinia Vanderbilt (1828—1868)
9. Cornelius Jeremiah Vanderbilt (1830—1882)
10. George W. Vanderbilt (1832—1836)
11. Mary Alicia Vanderbilt (1834—1902)
12. Catherine Juliette Vanderbilt (1836—1881)
13. George Washington Vanderbilt (1839—1864)[3]:9–27

Afacerea lui Vanderbilt a prosperat în timpul războiului din 1812 datoritǎ transferului de livrare a proviziilor și soldații dinspre port.
A investit bani  în afacerea lui și și-a  cumparat mai multe nave. În câțiva ani, Vanderbilt a recunoscut oportunitatea profitabilǎ a  vapoarelor  și în anul 1818 a inceput sa lucreze pentru un alt om de afaceri, Thomas Gibbons, care a operat un feribot, vapor cu aburi ce avea rutǎ între New York City și New Brunswick, New Jersey.
Datorita devotamentului său fanatic la lucrarea sa, Vanderbilt a făcut serviciul feribotului foarte profitabil . El a combinat chiar ruta de feribot cu un hotel pentru pasagerii din New Jersey. Soția lui Vanderbilt  a administrat hotelul, folosind veniturile pentru a hrăni, îmbrăca și educa copiii. 
În timp, Robert Fulton și partenerul său, Robert Livingston,  au avut un monopol asupra vapoarelor  de pe râul Hudson  multumitǎ unei legi din  statul New York. Vanderbilt a luptat împotriva legii, și în cele din urmă Curtea Supremă a SUA, condusă de șeful justiției, John Marshall, a hotărât   invalidarea  într-o decizie de referință. Vanderbilt a fost astfel în măsură să-și extindă afacerea în continuare.

## Antreprenorul vapoarelor

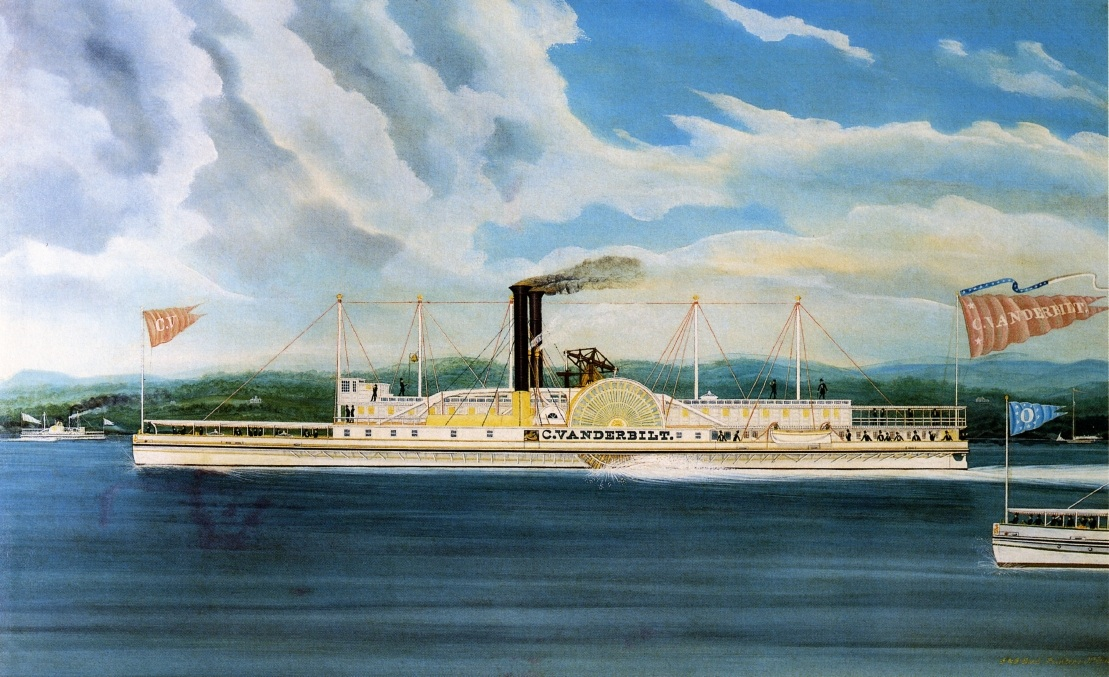
Una dintre vapoarele lui Vanderbilt

În 1829, Vanderbilt a  rupt relația cu   Gibbons și a început să-și administreze   propria flotă de bărci. Vapoarele lui  Vanderbilt navigau pe fluviul Hudson.Au fost  reduse tarifele   în momentul în care numǎrul concurenților a  scăzut de pe piață.
Vanderbilt a  pus bazele serviciului naval  între New York și orașele din New England și alte  orase de pe Long Island. Vanderbilt a avut zeci de vapoare construite, iar navele sale au fost cunoscute a fi  sigure  în momentele dure sau periculoase. Afacerea sa a luat avânt. La 40 de ani, Vanderbilt a a devenit un milionar.
La 8 noiembrie 1833, Vanderbilt a fost aproape ucis într-un accident feroviar Hightstown de pe Railroad Camden și Amboy, în New Jersey. De asemenea, în tren a fost chiar și fostul președinte John Quincy Adams.:90–91
În 1834, Vanderbilt a concurat pe râul Hudson împotriva unui monopol de vase cu aburi pe ruta  dintre New York și Albany. Folosind numele de "Ruta Poporului", limbajul populist asociat cu președintele democratic Andrew Jackson i-a  sprijin popular pentru afacerea sa. La sfârșitul anului, monopolul îi plăteau o sumă mare pentru a opri concurența, și și-a mutat afacerile sale la Long Island Sound.:99–104
În timpul anilor 1830, fabricile de textile au fost construite în număr mare în New England, încât Statele Unite au cunoscut o revoluție industrială. Unele dintre primele căi ferate în Statele Unite ale Americii au fost construite de la Boston la Long Island Sound, pentru a se conecta cu ruta vapoarelor, care se duceau spre New York. Până la sfârșitul deceniului, Vanderbilt a dominat în afacerile navale și a început să preia conducerea căilor ferate. În 1840, el a lansat o campanie pentru a prelua cea mai atractivǎ linie feratǎ : New York-Boston, cunoscută popular ca Stonington. Prin reducerea tarifelor pe liniile concurente, Vanderbilt a scǎzut prețul actiunilor Stonington, și a preluat președinția companiei în 1847, prima dintre căile ferate.:119–146
Când Goana după aur din California a început în 1849, Vanderbilt a  pus bazele  serviciilor navale oceanice, având clienți de pe Coasta de Vest care aveau sǎ traverseze  America Centralǎ. După debarcarea în Nicaragua, călătorii aveau sǎ traverseze   Pacificul  și să-și continue călătoria lor pe ocean.Vanderbilt a lansat un serviciu naval care transporta călători de la New York la San Francisco, pe o rută ce traversa Nicaragua.Traseul lui a fost mai rapid decât un traseu stabilit între SUA și Panama, și mult mai rapid decât alte rute alternative din jurul regiunii Capului Horn, extremitatea sudica a Americii de Sud, care putea dura luni de zile. Noua linie Vanderbilt a fost un succes instant, câștigând mai mult de 1 milion $ pe an (circa 26 milioane dolari în banii de azi).
Într-un incident care a devenit popular, o companie în parteneriat cu Vanderbilt în întreprinderea din America Centrală a refuzat să-l plătească. El a menționat că   îi dǎ în judecată în instanțǎ, iar în cazul în care procesul va dura  prea mult timp, îi va ruina pur și simplu. Vanderbilt a reușit să subcoteze  prețurile lor și a format o altǎ companie  în termen de doi ani.
În anii 1850, Vanderbilt a început să câștige cât mai  mulți bani de pe urma industriei feroviare decât de pe urma industriei navale, așa cǎ a cumpǎrat acțiuni în industria feroviară.

## Războiul Civil
Atunci când a început Războiul Civil în 1861, Vanderbilt a donat un vapor Marinei Uniunii. Secretar al Marinei, Gideon Welles a refuzat, gândindu-se cǎ   întreținerea  vaporului era   scumpǎ pentru ceea ce el se așteaptă să fie un război scurt. Vanderbilt a avut de ales decât să-l închirieze la Departamentul de Război, la prețuri stabilite de către brokerii de nave. După ce sudicii au forjat la  Hampton Roads, Virginia, Edwin Stanton, Secretarul de Război al  președintelui Abraham Lincoln i-a cerut ajutor lui Vanderbilt . De data aceasta el a reușit  sǎ doneze vaporul pentru   marina Uniunii.  Vanderbilt a echipat  o expediție majoră la New Orleans. Dar el a suferit o pierdere personală atunci când fiul său cel mai mic și moștenitorul aparent favorit, George Washington Vanderbilt, un absolvent al  Academiiei Militare, s-a îmbolnăvit și a murit fără să ajungǎ vreodată de luptă.:341–364

## Imperiul căilor ferate

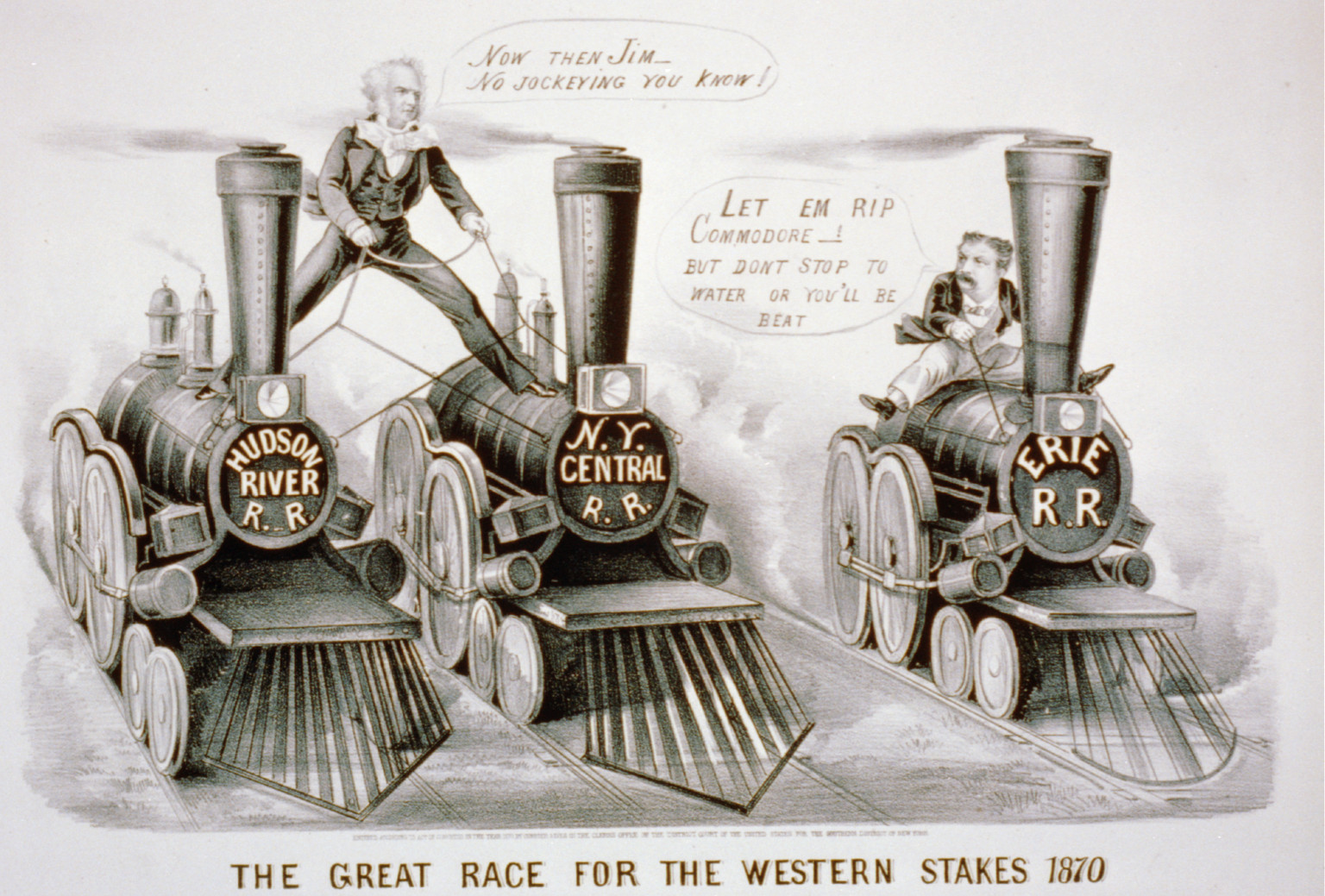
Concurenta dintre Vanderbilt & Fisk

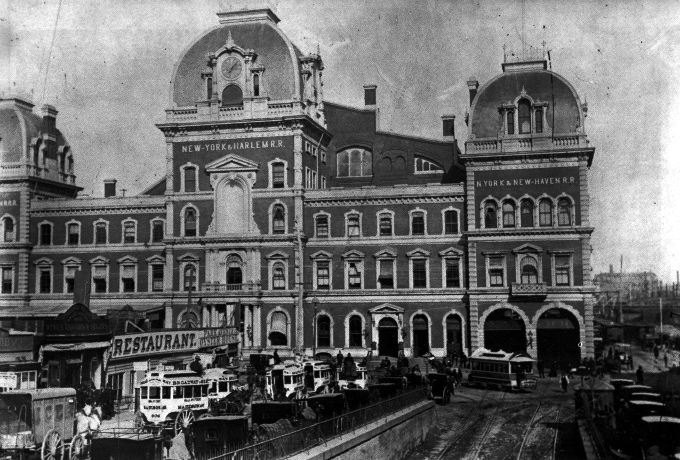
Grand Central Depot

Până la sfârșitul anilor 1860 ,  Vanderbilt a devenit o forță în afacerile feroviare. El a cumpărat căile ferate  în mai multe zone din New York, pune-le împreună pentru a forma corporația  New York Central and Hudson River Railroad, una dintre primele mari corporații.
Când Vanderbilt a încercat să obțină controlul asupra cǎii ferate Erie, au izbucnit conflicte cu alți oameni de afaceri, inclusiv cu  Jay Gould și Fisk James,rǎzboiul dintre aceștia   devenind cunoscut sub numele de   The Erie War.
Între 1866-1868, Daniel Drew cu James Fisk si Jay Goulda au conspirat împreună  pentru a emite stocuri frauduloase pentru linia ferata Erie  , astfel,  Cornelius Vanderbilt a cumpărat o cantitate mare de actiuni diluate. Vanderbilt a pierdut mai mult de 7 milioane dolari în încercarea sa de a obține controlul, deși mai târziu si-a recuperat cea mai mare parte a banilor. Vanderbilt a recunoscut controlul caii  ferată cu trio-ul.
Vanderbilt, împreună cu   fiul sǎu, William H. Vanderbilt, care acum  lucra cu el, a ajuns să controleze o mare parte din afacerile ferate din Statele Unite.În 1860, Vanderbilt s-a reorientat de la livrare navala la industria feroviară, care intra într-o perioadă de mare expansiune. El a câștigat controlul asupra unui număr de linii feroviare care operau între Chicago și New York și a stabilit un sistem de cale ferată intercontinentalǎ.
Vanderbilt a fost forța motrice din spatele construcției Manhattan Grand Central Depot, care a fost deschisa în 1871.Fiul lui Cornelius, Billy, autorul constructiei, a ridicat în fața garii o statuie a tatălui sau. În total, peste 13 căi ferate erau sub comanda familiei Vanderbilt, care mai avea sub comandă și zeci de porturi și nave maritime pe tot teritoriul Statelor Unite.

## Anii finali

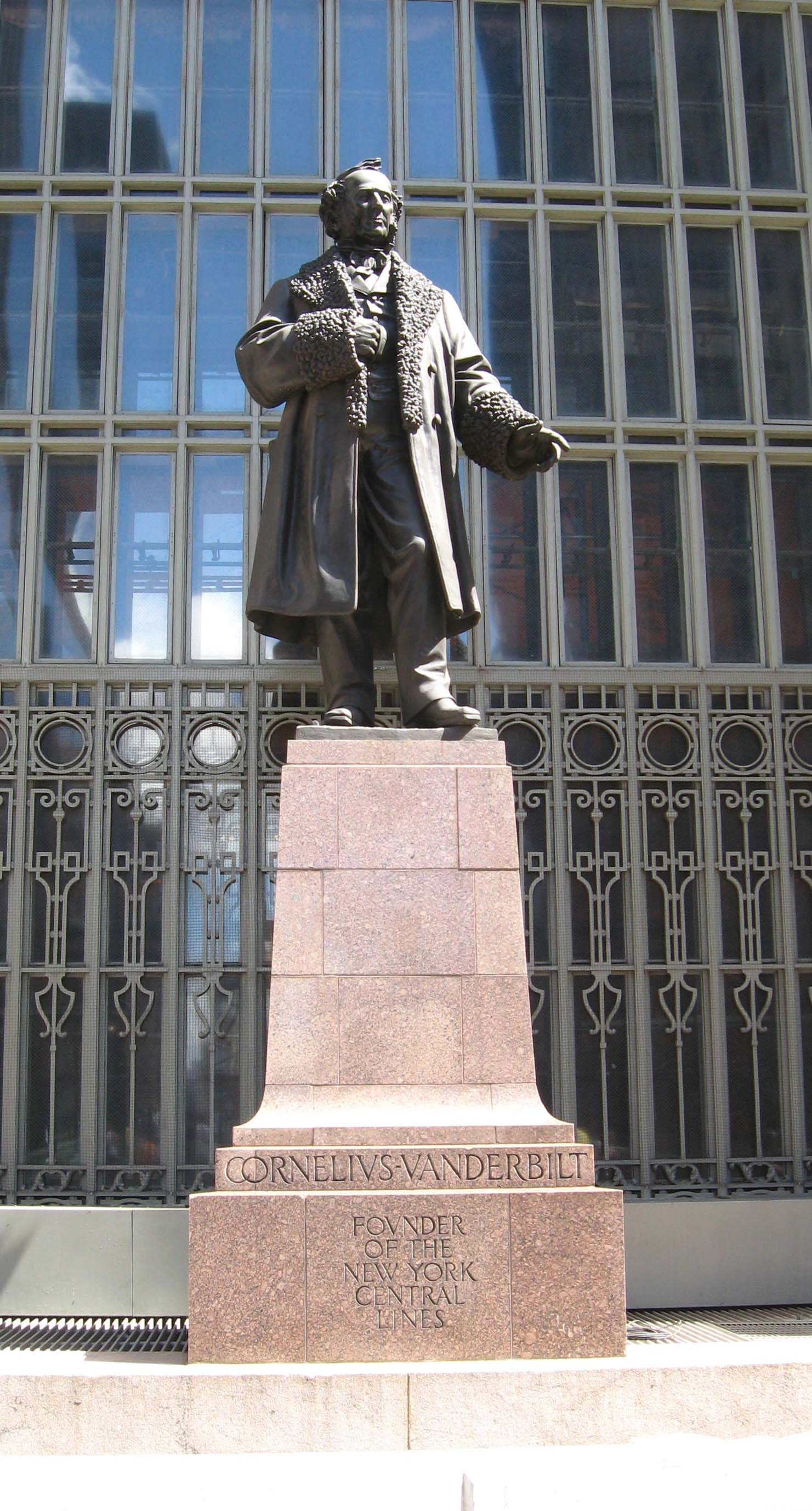
Statuia lui Cornelius de la Grand Central Terminal

Când el a  împlinit 70 de ani,  soția lui a murit, și s-a recăsătorit mai târziu cu  o femeie mai tânără, care l-a  încurajat să facă unele contribuții filantropice. În 1873, spre sfârșitul vieții sale,  a donat 1 milion dolari pentru a construi și dota Universitatea   din Nashville, Tennessee, care îi va purta numele.
Vanderbilt a murit la vârsta de 82, la 4 ianuarie 1877, în casa sa din Manhattan, și a fost îngropat în cimitirul Moravia din New Dorp, Staten Island, lăsându-i lui Billy Vanderbuild(1821-1885)o avere de circa 150 de miliarde de dolari (valoarea din 2005), plus alte proprietǎți.